# Barnett Cocks
Sir Thomas George Barnett Cocks KCB OBE (1907–1989) foi um funcionário público britânico que trabalhou como escrivão no Parlamento do Reino Unido.
Ele entrou pela primeira vez no Departamento de Escritórios em 1931 e foi nomeado Oficial da Ordem do Império Britânico nas Honras de Ano Novo de 1949 enquanto trabalhava como escrivão sénior na Câmara dos Comuns. Ele foi nomeado Companheiro da Ordem do Banho nas honras de Ano Novo de 1961. Ele foi nomeado Cavaleiro Comandante da Ordem do Banho nas honras de Ano Novo de 1963.